# Il piffero dello spazio
Il piffero dello spazio (Lighter Than Hare) è un film del 1960 diretto da Friz Freleng. È un cortometraggio animato della serie Merrie Melodies, prodotto dalla Warner Bros. e uscito negli Stati Uniti il 17 dicembre 1960. In Italia, dal 1997, il corto è più noto col titolo Il coniglio sul tetto che sbotta,  anche se in cover, menù e sottotitoli dei DVD venga erroneamente indicato come Il coniglio sul tetto che scotta.
È uno dei tre cartoni di Bugs Bunny che Friz Freleng ha sia scritto che diretto, gli altri sono Da coniglio a erede (1960) e La torta del diavolo (1963).

## Trama
Vicino alla Highway 17 atterra un disco volante proveniente dallo spazio, che comincia a spiare una discarica, in cui vive Bugs Bunny, con un periscopio. All'interno della navicella spaziale, l'extraterrestre Yosemite Sam vede Bugs e ordina al robot ZX29B di catturarlo, ma senza successo. Sam allora convoca la sua Squadra Demolitrice meccanica, un trio di robot rossi, e ordina loro di distruggere Bugs. I tre robot iniziano a inseguire Bugs, che riesce a sconfiggerli con l'astuzia. Dopodiché Sam cerca in ogni modo di catturare personalmente Bugs, che tuttavia riesce a contrastare ripetutamente l'avversario. Infine Sam minaccia Bugs e questi finge di arrendersi mandando al suo posto un coniglio robot da lui costruito, con dentro una bomba a mano, senza che Sam si accorga dell'inganno. Più tardi, Bugs accende la radio e ascolta Sam mentre presenta il robot coniglio al sovrano del pianeta. Questi chiede al coniglio di farsi avanti e, quando gli ordina di parlare, la bomba del robot esplode. Bugs comincia a ridere e cambia canale, chiedendosi se Amos e Andy siano già in onda.

## Distribuzione

### Edizione italiana
Esistono due doppiaggi italiani del corto. Il primo risale agli anni settanta, mentre il secondo è stato effettuato negli anni novanta dalla Time Out Cin.ca per la distribuzione in TV e VHS. Da allora in poi è stato sempre usato solo il ridoppiaggio.

### Edizioni home video
Il cortometraggio è incluso nella VHS Bugs Bunny: 2 con il primo doppiaggio e nella VHS Carota Party – Bugs Bunny & Beep Beep: Coniglio in fuga con il ridoppiaggio.
Il cortometraggio è incluso nel DVD Looney Tunes Superstars: Bugs Bunny - Un coniglio eccezionale, con il ridoppiaggio e convertito in formato widescreen.